# Dinteranthus
Dinteranthus Schwantes (укр. Дінтера́нтус) — рід багаторічних високосукулентних рослин з родини аїзових (Aizoaceae) або мезембріантемових (Mesembryanthemaceae). Побутова назва — «живі камінці» (так називають також літопси, плейоспілоси, лапідарії, аргіродерми, конофітуми та деякі інші мезембріантемові).

## Етимлогія

Німецький ботанік Курт Дінтер з дружиною Ютою, на честь якого названо рід

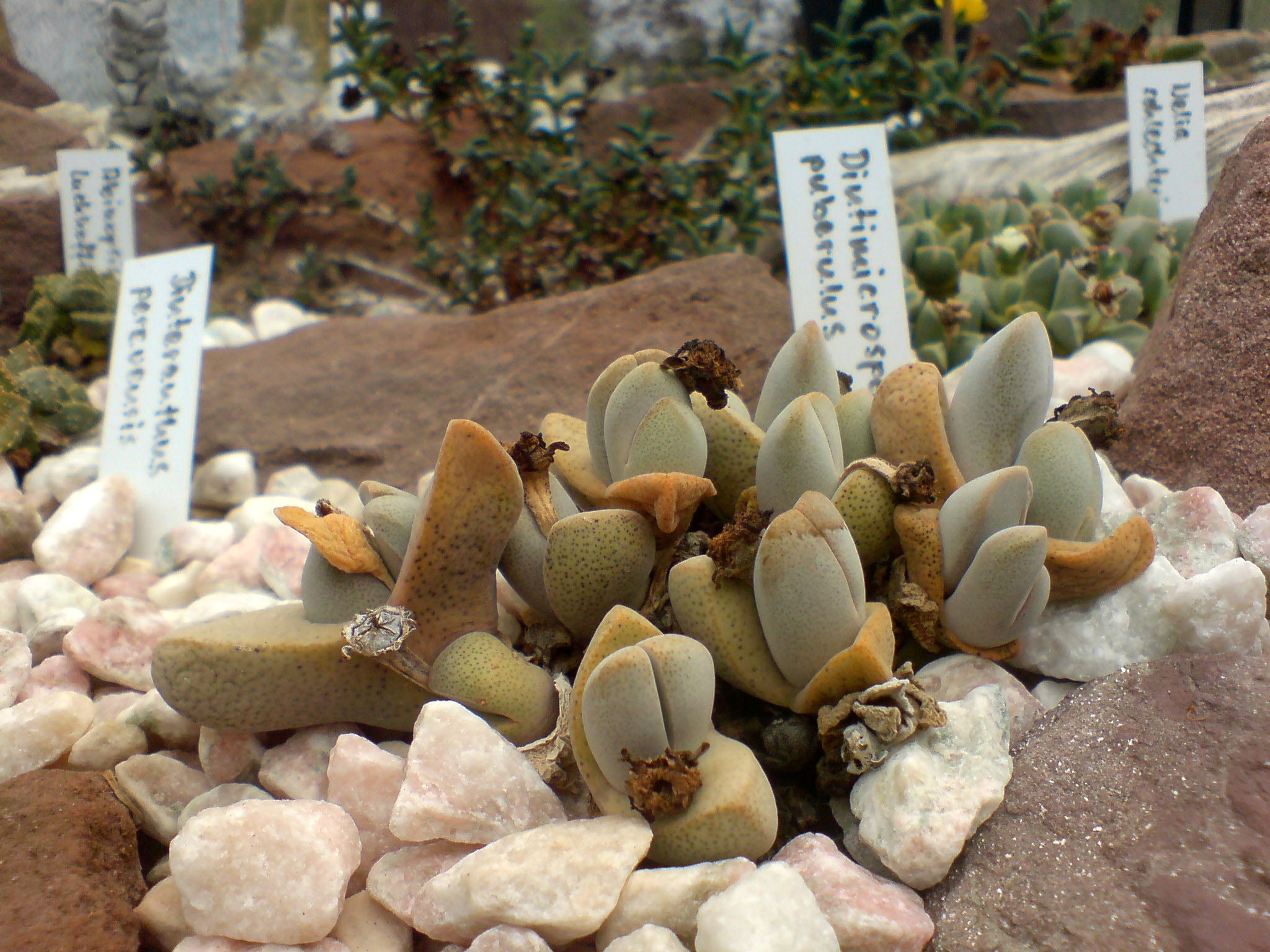
Dinteranthus microspermus subsp. puberulus

Рід названий на честь німецького ботаніка Курта Дінтера, який вніс великий внесок у вивчення флори пустелі Наміб. В другій частині родового імені використано грецьке слово anthos — квітка. Тобто Dinteranthus можна перекласти як «Квітка Дінтера». Верникулярна назва мовою африкаанс: vaalknopies.

## Морфологічні ознаки
Пара листя кулястої форми; молоді рослини поодинокі, з віком утворюють невеликі групи. Колір листя варіюється від зеленувато-сірого до кольору слонової кістки; у деяких видів поверхня листя покрита мармуровим малюнком або напівпрозорими цяточками. Деякі грані мають кольорову окантовку. Квітки поодинокі, діаметром до 7 см, на короткому товстому квітконосі; з'являються з розрізу між листям. Квітконіс на ранніх стадіях має такий же колір, як і листя. Колір квіток, зазвичай, світло- або темно-жовтий, рідше білий або білуватий. Квітки зазвичай розкриваються опівдні і закриваються в сутінках. Квітки починають з'являтися в кінці літа. Після цвітіння всередині старої пари листків починає розвиватись нова пара листків. Плоди дозрівають через кілька місяців після завершення цвітіння.
Своїм зовнішнім виглядом дінтерантуси більше, ніж інші «живі камінці» схожі на маленькі кульки, їх довжина й ширина майже однакові, а в деяких видів щілина не стільки розділяє два листка, скільки лише вказує на їх верхні границі. Еволюція «живих камінців» в бік майже ідеальної кулі пояснюється тим, що саме така форма має найменшу поверхню відносно об'єму, що суттєво для зменшення випаровування дорогоцінної для суперсукулентів вологи.
Еволюційно дінтерантуси найбільше пов'язані з літопсами, з яким вони дуже схожі, і необізнана людина легко може їх переплутати. Особливо це стосується Dinteranthus vanzylii, який має форму літопса зі зплощеною верхівкою листя з червонуватим малюнком, але набагато більший, ніж літопс.

## Поширення
Рослини цього роду зустрічаються на невеликій території на північному заході Капської провінції Південно-Африканської Республіки, в долині річки Оранжевої, де влітку випадає відносно багато дощів. Ареал досягає південних кордонів Намібії. Найтиповіший біотоп для дінтерантусів — кварцові кам'янисті осипи на пологих схилах невисоких височин.

## Догляд та утримання
Необхідне світле, добре освітлене місце і сухе повітря. Утримання у період спокою (листопад-березень в Україні) сухе, при 5-8 °C. Утримання у період росту (квітень-жовтень в Україні) при 18-25 °C.
Ґрунт — суміш з рівних частин листової землі і грубозернистого піску з додаванням шматочків червоної глини або цегляної крихти. Верхній шар ґрунтової суміші корисно присипати мілкими камінцями. Кислотність ґрунту — 5,6-5,5. Необхідний хороший верхній і нижній дренаж. Перезволоження ґрунту призводить до загнивання коренів.
Полив в період спокою відсутній. У період росту дуже обережний (норма поливу однієї рослини — 1 чайна ложка води). Рослину стараються не поливати поки оболонка старого листя повністю не злущиться.
Практично для всіх видів дінтерантусів характерний повільний ріст.
Розмноження насінням.